# Ziziphus affinis
Ziziphus affinis är en brakvedsväxtart som beskrevs av William Botting Hemsley. Ziziphus affinis ingår i släktet Ziziphus, och familjen brakvedsväxter. Inga underarter finns listade i Catalogue of Life.